# Pieni Viurusaari
Pieni Viurusaari är en ö i Finland. Den ligger i sjön Juojärvi och i kommunen Outokumpu i den ekonomiska regionen  Joensuu ekonomiska region  och landskapet Norra Karelen, i den sydöstra delen av landet, 300 km nordost om huvudstaden Helsingfors. Öns area är 0,9 hektar och dess största längd är 170 meter i sydväst-nordöstlig riktning.